# 彦陽郡
彦陽郡（オニャンぐん、げんようぐん、朝鮮語: 언양군）は、李氏朝鮮時代にあった郡。現在の蔚山広域市の西部にあたる。

## 地名由来
彦陽の元の名称は居知火県である。居知火の古音は「居智火」であり、居は朴赫居世の居のように首長の尊称であり、知は智と同様聯盟王国時代の族長の名称である。火・夫里・卑離・伐・弗・不・半はすべて城邑都市を意味する。したがって居知火は城邑国家時代に居知という軍将が治めた国であり、新羅が県を設置するときに族長の称号をそのまま使用したものと考えられる。
757年に全国の地名を漢字様式に変更するため、邑の鎮山である高巘山の陽達鎮の邑であるとして巘陽とした。「巘」の字の古音が「アン」なので当時から巘陽としたものと推定される。高麗時代には「彦陽」に改称した。
昔の地名だった居知火県は、現在の上北面吉川里知火村に残っている。

## 概要
- 辰韓12国中の一つである己柢國であった。
- 三国時代は居知火県と呼ばれた。当時の県地は、現在の上北面吉川里知火村にあった。
- 757年 - 巘陽県に改称して良州（梁山市）の領県となり、県地を現在の彦陽邑内に移転。
- 1018年 - 蔚州（蔚山広域市）の属県となる。慶州南山部（現在の斗東面、斗西面地域）が巘陽県に編入。
- 1143年 - 州県に昇格して彦陽県に改称。
- 1419年 - 慶州から編入した旧・南山部地域を慶州府に返還。
- 1599年 - 文禄・慶長の役の後遺症により彦陽県は廃止され、蔚山都護府に編入。
- 1612年 - 彦陽県が復活。
- 彦陽県は3面（県内面、北面、南面）であったが、県内面を上北面に改称して、北面を中北面・下北面・上南面に、南面を中南面・三同面に分割して6面（南川（現在の太和江）を境に川北地域3面、川南地域3面）に改編した。いつ改編したのかは正確に知ることができないが、正祖の記録から6面と表示される。
- 1895年 - 二十三府制施行により、東萊府彦陽郡となり、6面を管轄。
- 1896年 - 十三道制施行により、慶尚南道彦陽郡となる。
- 1914年3月1日 - 彦陽郡が蔚山郡に編入されて廃止。

- 1914年4月1日 - 上北面・中北面が合併して彦陽面が発足。
- 1926年4月1日 - 上南面・下北面が合併して上北面が発足。
- 1933年1月1日 - 三同面・中南面が合併して三南面が発足。
- 1971年5月1日 - 三南面のうち、旧三同面地域に三同出張所を設置。
- 1973年7月1日 - 三南面三同出張所管内の九秀里が彦陽面に編入。
- 1989年4月1日 - 三同出張所が三同面に昇格・復活。
- 1996年2月1日 - 彦陽面が彦陽邑に昇格。
- 2020年11月1日 - 三南面が三南邑に昇格。

旧彦陽郡域は彦陽邑・上北面・三南邑・三同面の2邑2面となり現在に至る。

## 行政区域
- 上北面 - 松臺洞、西部洞、東部洞、路東洞、南部洞、於音洞、盤所洞、泉上洞、泉所洞、盤湖洞
- 中北面 - 茶開洞、盤谷洞、機池洞、直洞、南洞
- 下北面 - 池内洞、陵山洞、香山洞、道洞、山前洞、弓坪洞、于萬洞、禾村洞、弓根洞、徳峴洞、挿里洞、杏里洞
- 上南面 - 楊等洞、巨里洞、上吉洞、吉川洞、鳴村洞、斜光洞、川前洞、登億洞、新里洞、梨川洞
- 中南面 - 校洞、水南洞、平里洞、加川洞、長堤洞、象川洞、上芳基洞、下芳基洞、新華洞
- 三同面 - 早日洞、宝隠洞、松亭洞、金谷洞、沙村洞、荷岑洞、鵲洞、九秀洞